# Laciniodes usumona
Laciniodes usumona là một loài bướm đêm trong họ Geometridae.